# Virgilij
Virgilij je moško osebno ime.

## Izvor imena
Ime Virgilij izhaja iz latinskega imena Virgilius z nekdanjim pomenom »izhajajoč iz strorimske rodbine Virgilijcev«. Nekateri poznavalci pa ime Virgilij povezujejo z latinsko besedo virens v pomenu »zeleneč, zelen, cvetoč, mladosten«. Za francosko ime Vergile domnevajo, da se je kot krstno ime uveljavilo po renesansi z imenom latinskega pesnika Vergila.

## Različice imena
- moške različice imena: Vergilij, Vergilio, Virgil, Virgilij
- ženske različice imena: Vergilija, Virgilija

## Tujejezikovne različice imena
- pri Italijanih: Virgilio
- pri Poljakih: Wirgiliusz

## Pogostost imena
Po podatkih Statističnega urada Republike Slovenije je bilo na dan 31. decembra 2007 v Sloveniji število moških oseb z imenom Virgilij: 27.

## Osebni praznik
V koledarju je ime Virgilij zapisano 27. novembra (Virgil, škof, † 27.nov. 784).

## Znane osebe
Najznamenitejši Vergilij je bil rimski pesnik Publius Vergilius Maro